# Cheng (Jincheng)
Cheng (en chino:城区, pinyin:Chéng qū, lit: ciudad) es un distrito urbano bajo la administración directa de la ciudad-prefectura de Jincheng. Se ubica al norte de la provincia de Shanxi, este de la República Popular China. Su área es de 141 km² y su población total para 2010 fue +400 mil habitantes.

## Administración
El distrito de Cheng se divide en 8 pueblos que se administran en 7 subdistritos y 1 poblado.